# The Brotherhood
The Brotherhood erschien im Februar 2002 und ist das zwölfte Studioalbum der deutschen Heavy-Metal-Band Running Wild.

## Entstehung
Im Vorfeld der Aufnahmen fand erneut eine Umbesetzung statt. Gitarrist Thilo Herrmann und Bassist Thomas Smuszynski verließen Running Wild. Neuer Bassist wurde Peter Pichl, der zuvor mit der Jutta Weinhold Band und Yargos aktiv war; ein neuer Leadgitarrist stieß aber nicht zur Band. Stattdessen spielte Rolf „Rock ’n’ Rolf“ Kasparek nun alle Gitarrenparts ein.
Die Aufnahmen fanden von Juli bis November 2001 in Kaspareks Jolly-Roger-Sound Studio und im Casa Nowy statt. Der Gesang wurde wie schon zuvor im Horus Sound Studio unter der Leitung von Gerhard Wölfle aufgenommen. Das Mastering fand abermals durch Rainer Holst in den Staccato Studios statt.
Das Coverartwork wurde von der Firma ARTCOM entworfen. Es zeigt einen Totenkopf mit einem schwarzen Zylinder und einer Augenklappe, auf der ein Dollarzeichen aufgestickt ist. Unter dem Kopf sind zwei Säbel gekreuzt, sodass das Bild Assoziationen zum Jolly Roger weckt. Auf der Rückseite der CD-Hülle sind eine frühe Pistole (ein Vorderlader) und eine rote Rose zu sehen. Im Booklet sind zudem Fotos von Rock 'n' Rolf in verschiedenen historischen Uniformen und auch in einem schwarzen Frack (mit dem bereits erwähnten Zylinder) abgebildet. Diese Fotos wurden von Ralf und Gabi Steiner gemacht.
Die Veröffentlichung des Albums erfolgte am 25. Februar 2002 über GUN Records. Es erschien als CD und limitiertes Digipak mit den Bonustracks „Powerride“ und „Faceless“. Beide Lieder waren die ersten von der Band jemals für eine Erstauflage aufgenommenen Bonuslieder. 2003 erschien eine 3CD-Box, die die Digipak-Version und die beiden Vorgängeralben unter dem Namen „The Legendary Tales“ vereinigte.
Eine Tournee zu „The Brotherhood“ ließ die Band im März 2002 insgesamt neun Auftritte in Deutschland absolvieren. Schlagzeuger war hier Matthias Liebetruth, als Vorband spielten Rebellion. Dabei wurde beim Auftritt in Osnabrück am 20. März 2002 das Livealbum „Live 2002“ mitgeschnitten, das neben alten und neuen Liedern auch ein Schlagzeugsolo von Liebetruth enthält. Zusätzlich trat die Band im Sommer auf dem Gods-of-Metal-Festival in Mailand auf und spielte im Herbst im Vorprogramm von den Donots. 2003 trat die Band erstmals auf dem Wacken Open Air auf.

## Titelliste
1. Welcome to Hell – 4:36
2. Soulstrippers – 4:49
3. The Brotherhood – 6:51
4. Crossfire – 4:28
5. Siberian Winter – 6:29
6. Detonator – 3:53
7. Pirate Song – 3:18
8. Unation – 5:50
9. Dr. Horror – 4:55
10. The Ghost (T.E. Lawrence) – 10:22

Digipack-Bonustracks
1. Powerride – 4:26
2. Faceless – 4:27

Alle Lieder wurden von Rock ’n’ Rolf komponiert.

## Bedeutungen einiger Lieder
- „Welcome to Hell“ beschreibt die moderne Welt metaphorisch als Hölle.
- „Soulstrippers“ kritisiert Reality-TV und ähnliche Fernsehsendungen, die immer weiter in die Privatsphäre der Teilnehmer eindringen.
- „The Brotherhood“ beschäftigt sich mit einer konspirativen „Bruderschaft“, die hinter allen Verfehlungen der Welt steckt und nur auf finanziellen Profit aus ist.
- „Siberian Winter“ ist ein russisch beeinflusstes Instrumentalstück und zugleich der Abschluss einer Trilogie ähnlicher Lieder, die auf den beiden Vorgängeralben mit „War and Peace“ sowie „Tsar“ begann.
- „Pirate Song“ beschäftigt sich wiederum mit Piraten.
- „The Ghost“ erzählt die Geschichte von Thomas Edward Lawrence, besser bekannt als „Lawrence von Arabien“, und weist entsprechend orientalische Einflüsse und Melodien auf.

## Kritik und Rezeption
Nachdem die Kritiken zum Vorgängeralbum „Victory“ noch wohlwollend ausgefallen waren, fielen diese nun deutlich schlechter aus. Neben der Tatsache, dass erneut der angebliche Drumcomputer „Angelo Sasso“ skeptisch betrachtet wurde, sahen die Kritiker nun auch einen deutlichen Abfall des Songmaterials. So vermutete Michael Edele auf der Webseite Laut.de, „The Brotherhood“ sei „ein Album [...], auf das außer den absolut beinharten Fans keiner wirklich gewartet haben [könne]“. Der Metal Observer vergab 5/10 Punkten für das Album und nannte das Album „erschreckend schwach“, hob aber das Lied „The Ghost“ heraus, das „mit seinen arabischen Melodien [...] in die Kategorie "absolut hörenswert"“ falle. Götz Kühnemund vom Rock Hard brachte seine Meinung zum Album wie folgt auf den Punkt:

„„The Brotherhood“ erweckt bei mir über weite Strecken den Eindruck, als ob Rolf sein Pulver inzwischen verschossen hätte. Zwischen dieser Scheibe und Meilensteinen wie „Black Hand Inn“ und „Death or Glory“ liegen jedenfalls Welten.“

Auf der 2003 veröffentlichten Best-of-Zusammenstellung „20 Years in History“ war das Album mit „The Brotherhood“ und „Welcome to Hell“ vertreten. Auf der 2006 erschienenen Compilation „Best of Adrian“, die ausschließlich Songs aus der Zeit bei GUN Records berücksichtigt, konnten ebenfalls diese beiden Lieder sowie „Pirate Song“ untergebracht werden.

## Chartplatzierungen
Kommerziell war das Album ein Erfolg und stieg nach der Veröffentlichung auf Platz 23 in die deutschen Albencharts ein und hielt sich drei Wochen in den Top 100.
| ChartsChartplatzierungen | Höchstplatzierung | Wochen |
| ------------------------ | ----------------- | ------ |
| Deutschland (GfK)        | 23 (3 Wo.)        | 3      |